# Finnlakeviridae
Finnlakeviridae es una familia de virus que infectan bacterias (bacteriófagos). Contienen un genoma ADN monocatenario y por lo tanto pertenecen al Grupo II de la Clasificación de Baltimore.
Es la única familia de Varidnaviria que tiene un genoma de ADN monocatenario, ya que todas las restantes lo tienen de ADN bicatenario.

## Descripción
Los virus de la familia Finnlakeviridae tienen cápsides con geometrías icosaédricas y redondas, y simetría T = 21. La cápside esta rodeada de una envoltura vírica. El diámetro ronda los 59 nm. El genoma es circular y de ADN monocatenario que está compuesto por 9.174 secuencias de nucleótidos y un tamaño de 9.2 kb. El contenido GC del genoma es del 34%. El genoma viral contiene 16 secuencias codificantes predichas (CDS), cinco de las cuales se ha demostrado que codifican proteínas estructurales.
La replicación viral se produce en el citoplasma. La entrada en la célula huésped se logra mediante absorción en la célula huésped. La replicación sigue el modelo de replicación en círculo rodante. Después de la infección en una célula huésped, las pequeñas moléculas de ADN actúan como iniciadores. Se unen a las regiones complementarias y ayudan a la iniciación de la síntesis de ADN utilizando las polimerasas del huésped. Al término de la síntesis, habrá una cadena bicatenaria intermedia que se transcribe unidireccionalmente. La transcripción con plantilla de ADN monocatenario es el método de transcripción. Las bacterias sirven como huéspedes naturales. Las rutas de transmisión son por difusión pasiva o contacto.